# Arabian Horse
| Оценки критиков | Оценки критиков |
| Источник        | Оценка          |
| --------------- | --------------- |
| Allmusic        | [ 1 ]           |
| MusicOMH        | [ 2 ]           |

 Arabian Horse  — восьмой студийный альбом группы GusGus, выпущенный в 2011 году. На момент записи альбома группа имела тот же состав, что и на предыдущем альбоме 24/7: President Bongo, Бигги Вейра и Даниэль Агуст Харальдссон, а также с вновь вернувшейся в группу Урдур «Earth» Хаконардоттир. В записи альбома так же участвовали следующие приглашенные исполнители: Хёгни Эгильсон (Hjaltalin), Давид Лор Йонссон.
Фотография, используемая для обложки, сделана Войтеком Квятковским.

## Список композиций
Все песни написаны GusGus.
| №   | Название                 | Длительность |
| --- | ------------------------ | ------------ |
| 1.  | «Selfoss»                | 5:43         |
| 2.  | «Be With Me»             | 5:10         |
| 3.  | «Deep Inside»            | 4:48         |
| 4.  | «Over»                   | 5:54         |
| 5.  | «Within You»             | 5:39         |
| 6.  | «Arabian Horse»          | 6:04         |
| 7.  | «Magnified Love»         | 4:54         |
| 8.  | «Changes Come»           | 7:33         |
| 9.  | «When Your Lover’s Gone» | 5:24         |
| 10. | «Benched»                | 8:20         |

## Чарты
| Чарт (2011)                                   | Максимальная позиция |
| --------------------------------------------- | -------------------- |
| Belgian Heatseeker Albums (Ultratop Flanders) | 7                    |